# مزكيطة
 مزكيطة (بالإنجليزية: MEZGUITA)‏ هي جماعة قروية تابعة لإقليم زاكورة ضمن جهة درعة تافيلالت بالمغرب.  بلغ مجموع عدد سكان مزكيطة  حسب إحصاءات 2004  حوالي 8234 نسمة يعيشون في 872 أسرة.

## إحصاء عام
| السنة | عدد السكان | عدد الأسر | عدد الأجانب |
| ----- | ---------- | --------- | ----------- |
| 1994  | 7603       | 818       | °°°°        |
| 2004  | 8234       | 872       | 0           |